# Vitry-en-Perthois

Vitry-en-Perthois este o comună în departamentul Marne, Franța. În 2009 avea o populație de 871 de locuitori.

## Personalități născute aici
- Henric I de Champagne (1127 - 1181), conte de Champagne.